# جاده ئی۸۰۵ اروپا
جاده ئی۸۰۵ اروپا (به انگلیسی: European route E805) یکی از جاده‌های درجه ۲ قاره اروپا است.
این جاده که در کشور پرتغال قرار دارد از شهر فامالیکوا شروع شده و در شهر شاوس به پایان می‌رسد.